# MWO Moskwa
MWO Moskwa (ros. Футбольный клуб Московский военный округ Москва, Futbolnyj Kłub Moskowskij Wojennyj Okrug Moskwa) – rosyjski klub piłkarski z siedzibą w Moskwie.

## Historia
Chronologia nazw:
- 1938—1949: MWO Moskwa (ros. МВО Москва)
- 1950—1952: Drużyna miasta Kalinin (ros. Команда города Калинина)
- 1953: MWO Moskwa (ros. МВО Москва)

W 1938 został założony klub, który reprezentował wojskową drużynę Moskiewskiego Okręgu Wojskowego. W 1938 klub startował w rozgrywkach Pucharu ZSRR.
W 1945 zespół debiutował we Wtoroj Grupie Mistrzostw ZSRR, w której występował do 1949. W 1950 klub przeniósł się do miasta Kalinin i jako drużyna miasta Kalinin zwyciężył w mistrzostwach Rosyjskiej FSRR. W 1951 zajął 1 miejsce w Klasie B. W 1952 startował w Klasie A, w której zajął 6.miejsce. Sezon 1953 rozpoczął z poprzednią nazwą MWO Moskwa, ale po 6 kolejkach w maju 1953 był rozformowany a wszystkie wyniki anulowano.

## Sukcesy
- 6. miejsce w turnieju finałowym Klasy A ZSRR: 1952
- finalista Pucharu ZSRR: 1951
- mistrz Klasy B: 1951

## Znani piłkarze
- Boris Kuzniecow
- Walentin Nikołajew
- Jurij Nyrkow